# Fraxinus angustifolia
Espèce
Classification phylogénétique
Répartition géographique

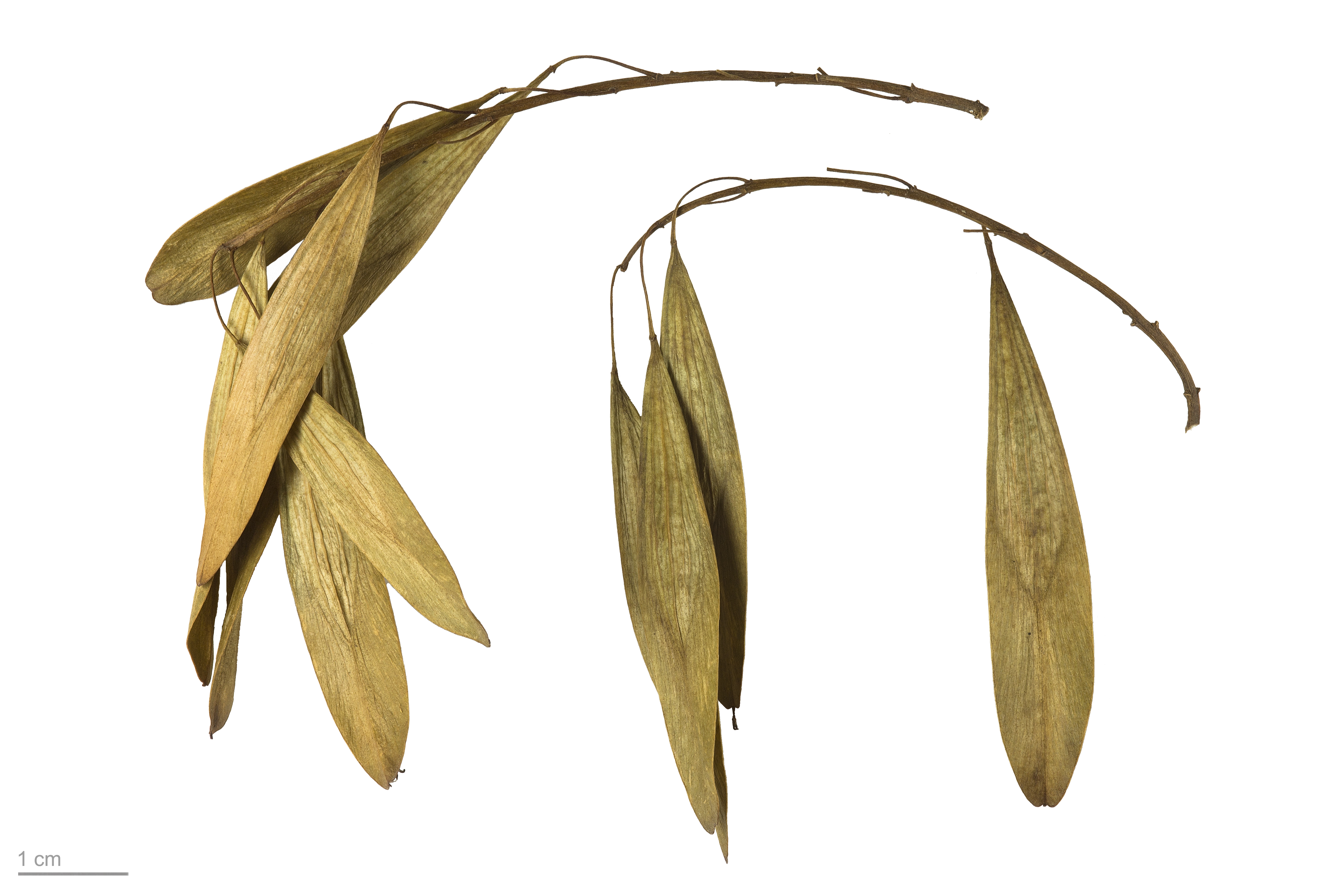
Fraxinus angustifolia au Muséum de Toulouse.

Fraxinus angustifolia, le Frêne à feuilles étroites, Frêne du Midi ou Frêne oxyphylle, est une espèce de plantes à fleurs de la famille des Oléacées. C'est un arbre trouvé en Asie, en Afrique du Nord et en Europe. Un synonyme de cette espèce est Fraxinus oxyphylla.

## Description

### Caractéristiques
C'est un arbre pouvant atteindre une hauteur de 20 à 30 m avec un tronc d'un diamètre allant jusqu'à 1,5 m.
- Organes reproducteurs :
  - Type d'inflorescence : racème de racèmes
  - Répartition des sexes :  hermaphrodite
  - Type de pollinisation :  anémogame
  - Période de floraison :  avril à mai
- Graine :
  - Type de fruit :  samare
  - Mode de dissémination :  anémochore
- Habitat et répartition :
  - Habitat type et aire de répartition : b (voir les sous-espèces)

données d'après : Julve, Ph., 1998 ff. - Baseflor. Index botanique, écologique et chorologique de la flore de France. Version : 23 avril 2004. 

## Sous-espèces
- Fraxinus angustifolia Vahl subsp. angustifolia : arbres caducifoliés médioeuropéens, hydrophiles, subméditerranéens, méditerranéen occidental.
- Fraxinus angustifolia Vahl subsp. oxycarpa (Willd.) Franco & Rocha Afonso : arbres caducifoliés médio-européens, hydrophiles, sub-méditerranéens, (eury)méditerranéen.
- Fraxinus angustifolia subsp. syriaca : du Moyen-Orient et d'Asie occidentale.

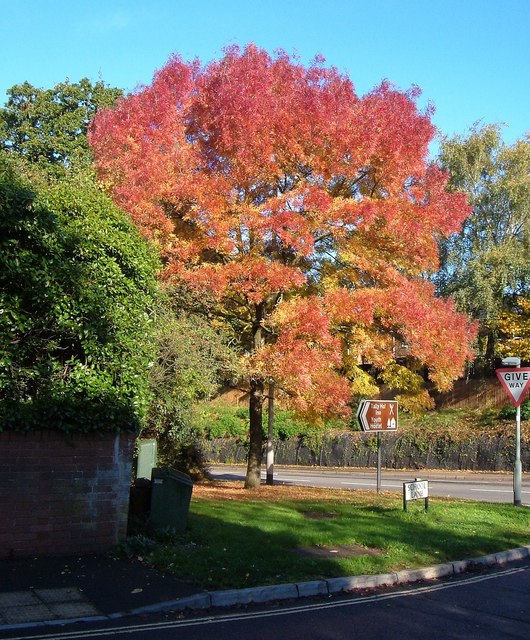
Fraxinus angustifolia « Raywood » à l'automne.

- Fraxinus angustifolia subsp. danubialis (décrit par Zdeněk Pouzar) : d'Europe centrale.

## Cultivars
- Fraxinus angustifolia subsp. oxycarpa « Raywood » . Ce cultivar est généralement planté comme arbre d'ornement ou d'alignement dans les régions tempérées. Il a une couleur d'automne remarquable, rouge bordeaux. Cet arbre a été découvert près d’Adélaïde en Australie et cultivé à la fin des années 1920 par John Stanley Gardiner, professeur à l’université de Cambridge, dans une propriété voisine dénommée Raywood (en)[1]. L’arbre a été introduit en Angleterre en 1928 et élevé dans les pépinières Notcutts (en) dans le Suffolk[2].

- Fraxinus angustifolia subsp. angustifolia « Pendula Vera », véritable frêne pleureur à feuilles étroites.

## Galerie

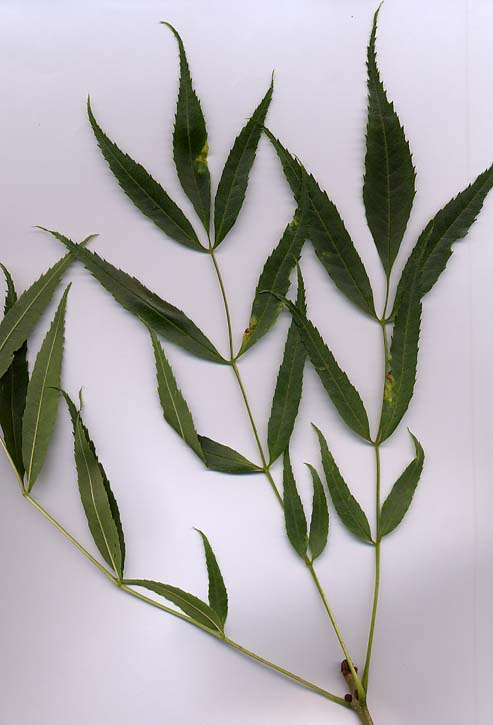
Feuilles de la sous-espèce oxycarpa.
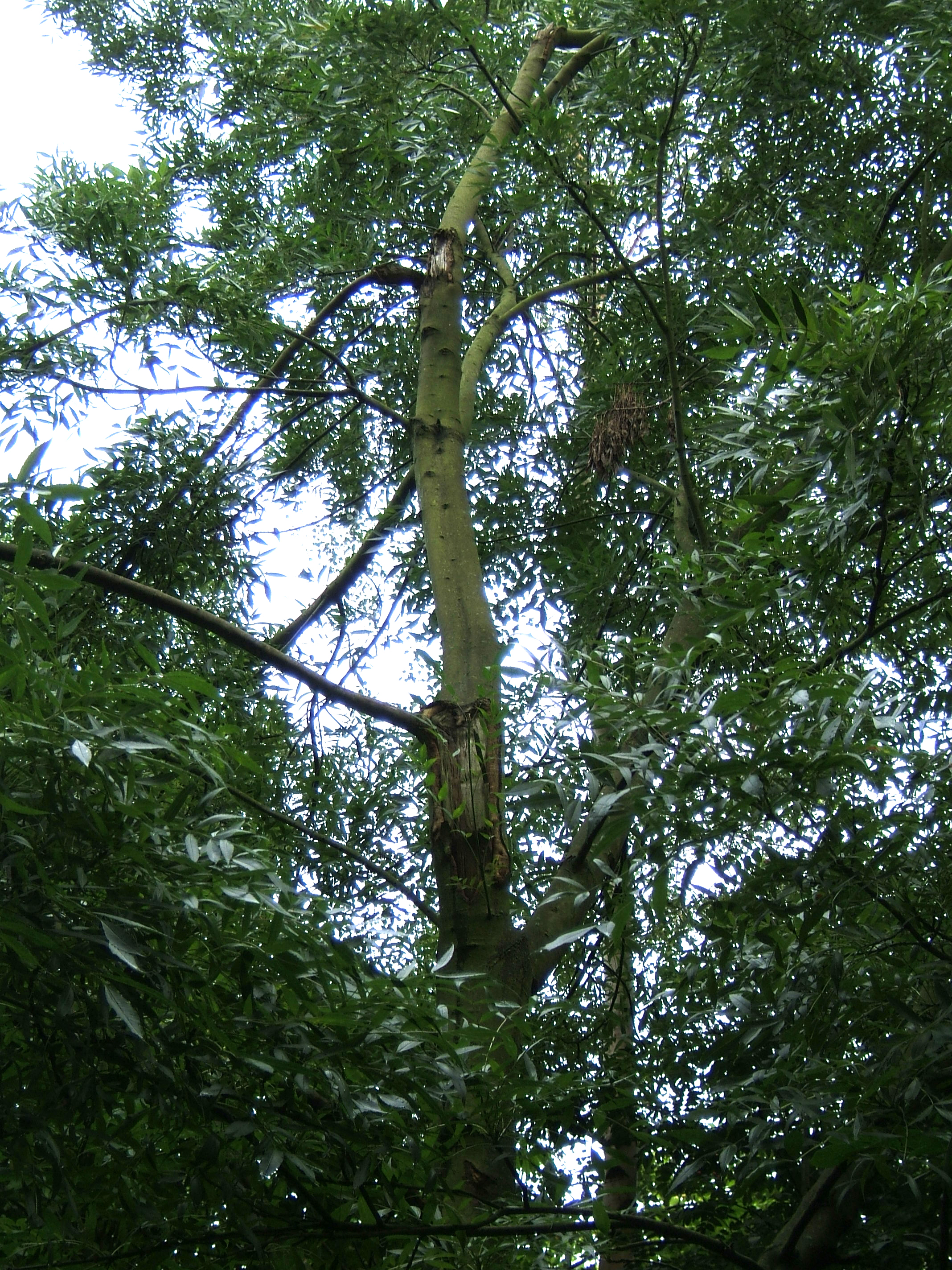
Spécimen 'Raywood', avec des branches cassées caractéristiques.
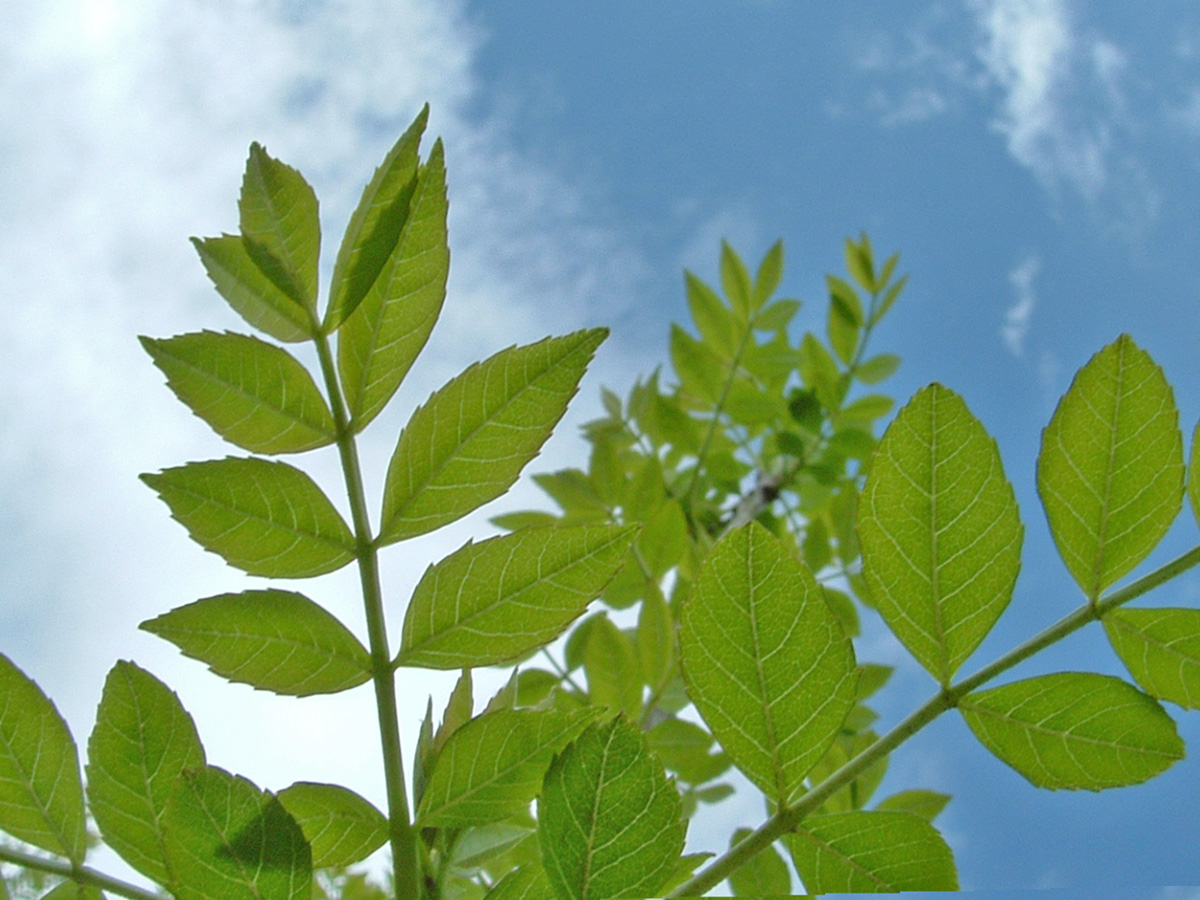
Jeunes feuilles de printemps de la sous-espèces angustifolia.
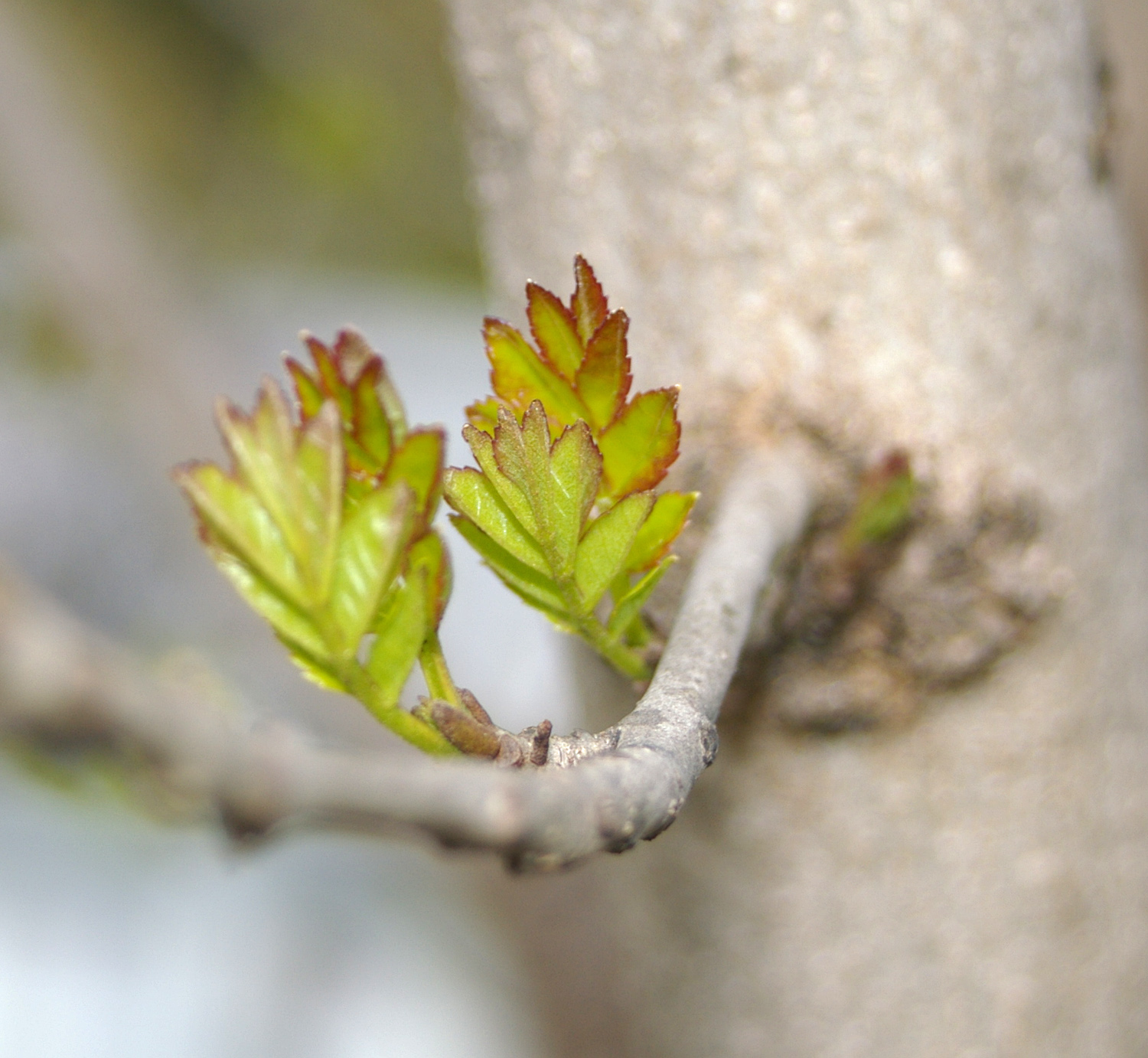
Nouvelles feuilles de la sous-espèces  angustifolia.
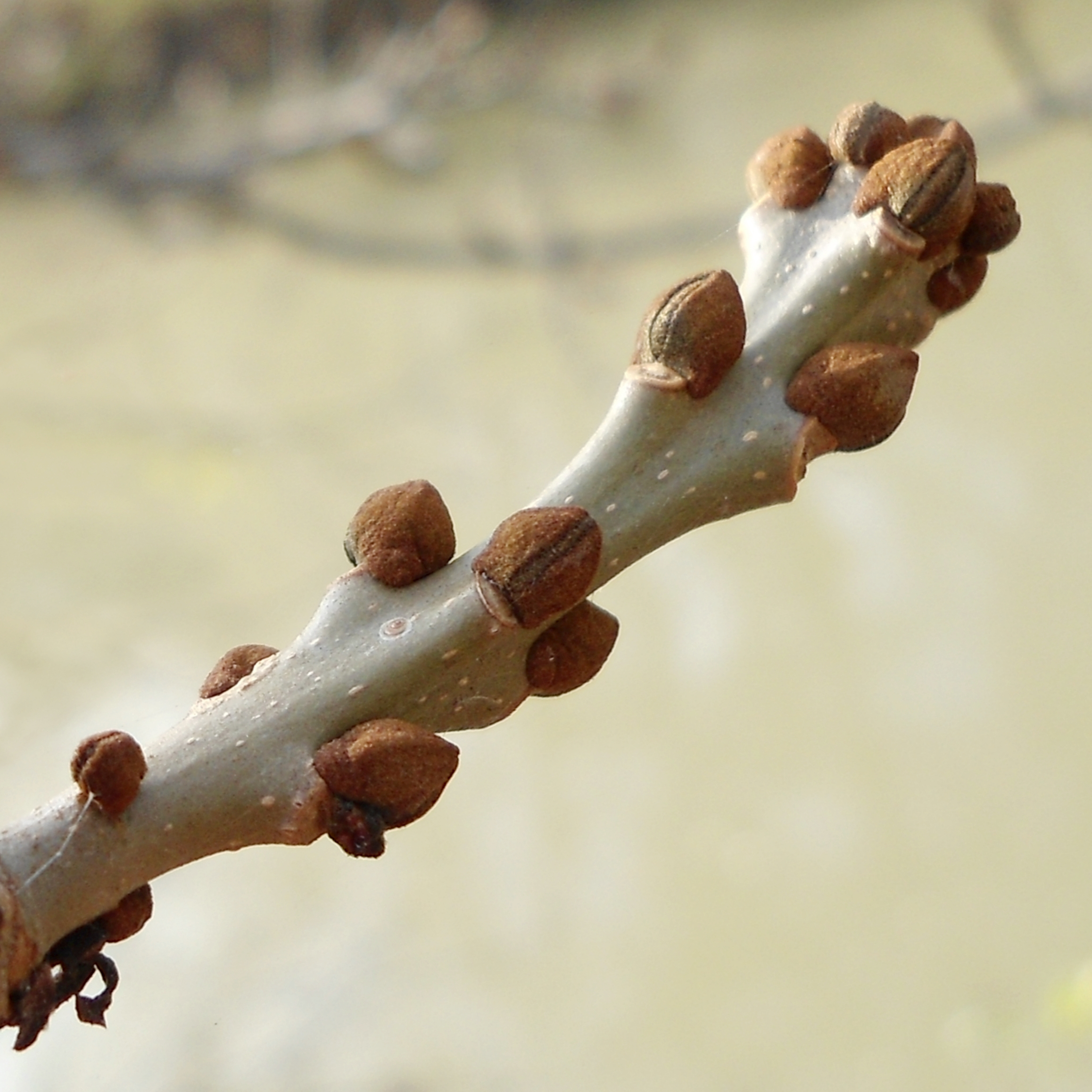
Bourgeons bruns caractéristiques.
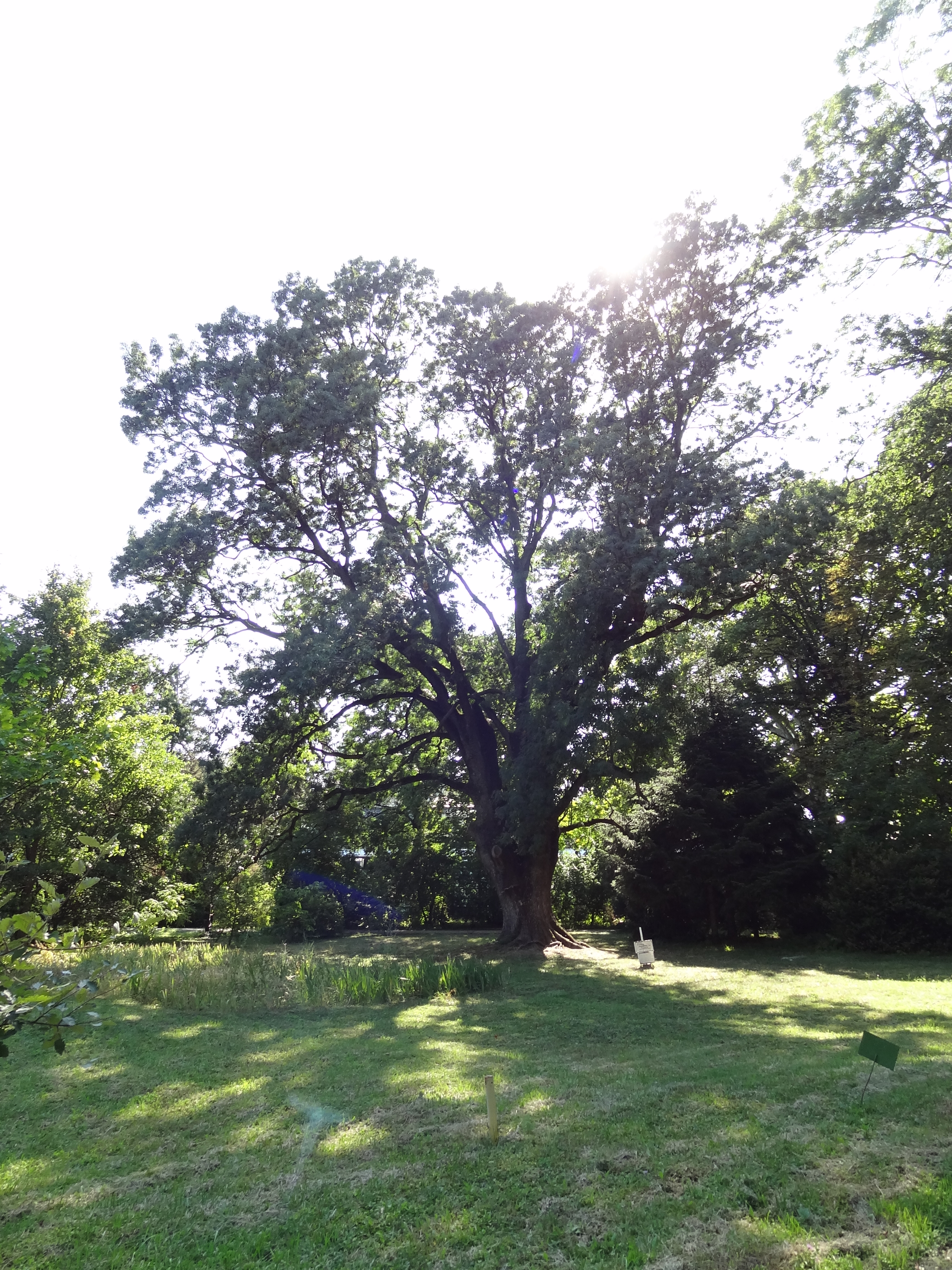
Un représentant de la sous-espèce oxycarpa dans le parc botanique de Bucarest.